# Nawira Sevens Femenino 2005
El Nawira Sevens Femenino (North America and West Indies Rugby Association) de 2005 fue la primera edición del torneo femenino de rugby 7 de la confederación norteamericana.
Se disputó el 19 y el 20 de noviembre en la ciudad Garrison Savannah de Barbados.

## Posiciones
| Equipo                       | Encuentros | Encuentros | Encuentros | Encuentros | Tantos  | Tantos    | Tantos     | Puntos |
| Equipo                       | jugados    | ganados    | empatados  | perdidos   | a favor | en contra | diferencia | Puntos |
| ---------------------------- | ---------- | ---------- | ---------- | ---------- | ------- | --------- | ---------- | ------ |
| Estados Unidos               | 6          | 6          | 0          | 0          | 250     | 5         | +245       | 18     |
| Trinidad y Tobago            | 6          | 5          | 0          | 1          | 127     | 56        | +71        | 16     |
| Jamaica                      | 6          | 4          | 0          | 2          | 119     | 59        | +60        | 14     |
| Guyana                       | 6          | 3          | 0          | 3          | 61      | 70        | -9         | 12     |
| San Vicente y las Granadinas | 6          | 2          | 0          | 4          | 62      | 105       | -43        | 10     |
| Santa Lucía                  | 6          | 1          | 0          | 5          | 22      | 129       | -107       | 8      |
| Barbados                     | 6          | 0          | 0          | 6          | 10      | 227       | -217       | 6      |

### Campeón
| Bandera de Estados Unidos |
| Campeón Estados Unidos    |
| 1.er título               |